# Liste der denkmalgeschützten Objekte in Krásná Lípa
Grundlage dieser Liste der denkmalgeschützten Objekte in Krásná Lípa ist die ÚSKP-Liste (Ústřední seznam kulturních památek České republiky, deutsch Zentrale Liste der Kulturdenkmäler der Tschechischen Republik), die von der tschechischen Denkmalschutzbehörde NPÚ (Národní památkový ústav, deutsch Nationale Denkmalbehörde) seit 1987 geführt wird und an die seit dem Jahr 1850 geschaffenen Listen anschließt.

## Denkmalgeschützte Objekte nach Ortsteilen

### Dlouhý Důl (Langengrund)
| Lage                    | Objekt           | Beschreibung | ÚSKP-Nr.                  | Bild             |
| ----------------------- | ---------------- | ------------ | ------------------------- | ---------------- |
| Dlouhý Důl 5 (Standort) | Bauernhaus Nr. 5 | Bauerngehöft | 38336/5-4078 Info Katalog | Bauernhaus Nr. 5 |

### Krásný Buk (Schönbüchel)
| Lage                                                                    | Objekt                                | Beschreibung                                     | ÚSKP-Nr.                  | Bild           |
| ----------------------------------------------------------------------- | ------------------------------------- | ------------------------------------------------ | ------------------------- | -------------- |
| Krásný Buk, am rechten Ufer des Flusses Kirnitzsch (Křinice) (Standort) | Burgruine Schönbuch (Hrad Krásný Buk) | Burgruine Schönbuche (Hrad Krásný Buk), zerstört | 12535/5-5515 Info Katalog | weitere Bilder |

### Sněžná(Schnauhübel)
| Lage                             | Objekt                                                     | Beschreibung                                              | ÚSKP-Nr.                  | Bild                                |
| -------------------------------- | ---------------------------------------------------------- | --------------------------------------------------------- | ------------------------- | ----------------------------------- |
| Sněžná (Standort)                | Wallfahrtskapelle Maria Schnee (Kostel Panny Marie Sněžné) | Wallfahrtskirche Maria Schnee (Kostel Panny Marie Sněžné) | 23752/5-4079 Info Katalog | weitere Bilder                      |
| Sněžná, an der Kirche (Standort) | Statue des hl. Johannes von Nepomuk                        | Statue des hl. Johannes von Nepomuk                       | 15496/5-4080 Info Katalog | Statue des hl. Johannes von Nepomuk |

### Zahrady (Gärten)
| Lage                                | Objekt                                 | Beschreibung | ÚSKP-Nr.                  | Bild                                   |
| ----------------------------------- | -------------------------------------- | --- | ------------------------- | -------------------------------------- |
| Zahrady Nr. 14 (Standort)           | Herrenhaus in Gärten (Zámeček Zahrady) | Herrenhaus in Gärten (Zámeček Zahrady) | 35602/5-4081 Info Katalog | Herrenhaus in Gärten (Zámeček Zahrady) |
| Zahrady, bei Haus Nr. 30 (Standort) | Plastische geologische Karte           | Reliefartige geologische Karte aus Natursteinen im Garten des Hauses Nr. 30, errichtet in den 1930er Jahren vom Amateur-Geologen Rudolf Kögler, seit 1983 als technisches Denkmal registriert. | 45055/5-5052 Info Katalog | Plastische geologische Karte           |